# Forte do Carapacho

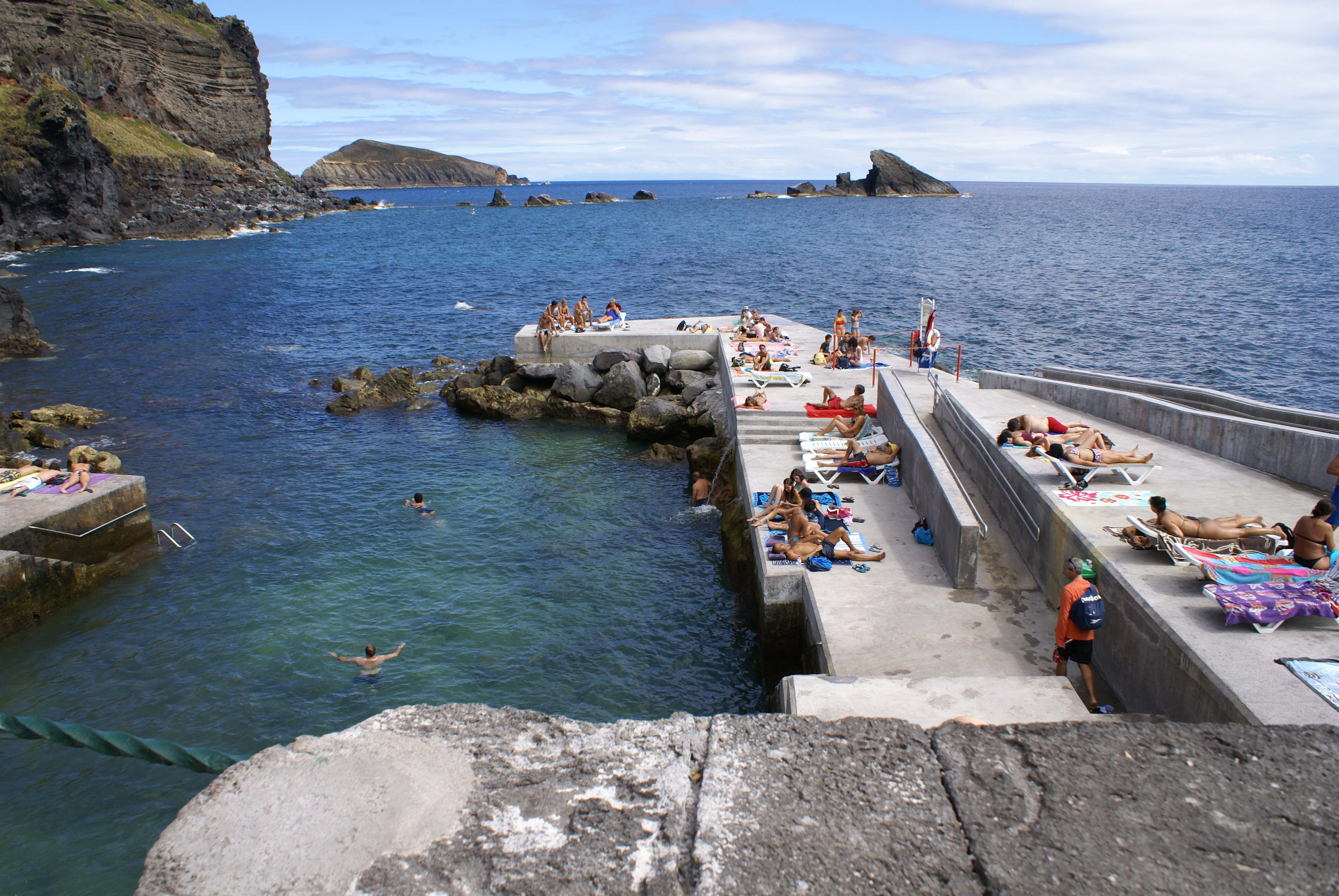
Porto do Carapacho, Santa Cruz da Graciosa.

O Forte do Carapacho localizava-se no porto do Carapacho, na freguesia da Luz, concelho de Santa Cruz da Graciosa, na costa sul da ilha Graciosa, nos Açores.
Em posição dominante sobre este trecho do litoral, constituiu-se em uma fortificação destinada à defesa deste ancoradouro contra os ataques de piratas e corsários, outrora frequentes nesta região do oceano Atlântico.

## História
No contexto da Guerra da Sucessão Espanhola (1702-1714) encontra-se referido como "O Reduto do Carapacho." na relação "Fortificações nos Açores existentes em 1710".
A "Relação" do marechal de campo Barão de Bastos em 1862, assinala que "Tem uma caza arruinada." e indica que se encontra entre os fortes na ilha "Incapazes desde muitos annos."
Encontra-se relacionado no "Catálogo provisório" em 1884, que refere: "Ao Sul da ilha a 9 Kilometros aproximadamente da Villa da Praia, na freguesia de Nossa Senhora da Luz. Está arruinadissimo e sem valor nem para renda nem para venda."
A estrutura não chegou até aos nossos dias.